# Glypta densa
Glypta densa là một loài tò vò trong họ Ichneumonidae.